# Botoroaga
Botoroaga is een Roemeense gemeente in het district Teleorman.
Botoroaga telt 6067 inwoners.